# Тонегава, Судзуми
Судзуми Тонега́ва (также Сусуму Тонегава, яп. 利根川 進, англ. Tonegawa Susumu; род. 6 сентября 1939, Нагоя, Япония) — японский молекулярный биолог, лауреат Нобелевской премии по физиологии и медицине 1987 года «За открытие генетического принципа образования разнообразия антител». В последнее время переключился на исследования клеточных механизмов образования памяти. Профессор Массачусетского технологического института.

## Биография
Судзуми Тонегава родился 6 сентября 1939 года в городе Нагоя (Япония). Окончил престижную школу в Токио (Bысшая школа Хибия), затем в 1963 году Университет Киото (Киото). Защитил диссертацию в Университете Калифорнии в Сан-Диего и работал в Институте Салка (Сан-Диего) в лаборатории Нобелевского лауреата 1975 года Ренато Дульбекко. Затем начал иммунологические исследования в Базельском институте иммунологии (Базель), где провёл свои эксперименты, которые привели к открытию. В 1981 года стал профессором Массачусетского технологического института, где основал Институт Пиковера обучения и памяти.
В 1992 году подписал «Предупреждение человечеству».

## Научный вклад
Тонегава наиболее известен открытием генетического механизма в адаптивной иммунной системе. Для защиты организма от огромного количества возможных антигенов иммунная система способна вырабатывать миллионы различных антител. Если бы каждое антитело кодировалось одним геном, то требовались бы миллионы генов. Тонегава разрешил этот парадокс. В экспериментах, которые он начал в 1976 году, Тонегава показал, что генетический материал способен тасоваться таким образом, что может образовать огромный набор возможных антител. Сравнивая ДНК B-лимфоцитов (лимфоциты, синтезирующие антитела) из мышиных эмбрионов и из взрослых мышей, он обнаружил, что гены в B-лимфоцитах взрослого животного перемещаются, рекомбинируют и вырезаются, что приводит к огромному разнообразию вариабельных участков антител (участок, специфически распознающий и связывающий чужеродный белок). Это и приводит к тому, что иммунная система способна найти необходимый вариант антитела, который будет связывать антиген, и начать его синтез в количествах, необходимых для подавления инфекции, попавшей в организм.

## Награды
- 1978 — Cloëtta Prize[англ.]
- 1981 — Премия Асахи
- 1982 — Премия Луизы Гросс Хорвиц
- 1983 — Международная премия Гайрднера, «For his discovery that antibody diversity is produced by somatic recombination and mutation of genes»[2]
- 1984 — Орден Культуры
- 1986 — Премия Роберта Коха
- 1987 — Премия Альберта Ласкера за фундаментальные медицинские исследования
- 1987 — Нобелевская премия по физиологии или медицине
- 1991 — Научная премия издательства Синтёся[яп.]
- 2007 — Золотая медаль Высшего совета по научным исследованиям